# Canal de Navarrés
La Canal de Navarrés es una comarca en la provincia de Valencia de la Comunidad Valenciana en España. Situada al suroeste de la provincia de Valencia. Como productos autóctonos resaltan: el cultivo del tabaco con el que se fabrican artesanalmente los puros caliqueños y también los olivos, que producen un excelente aceite.

## Geografía
Limita por el norte con la Hoya de Buñol, al noreste con la Ribera Alta, al sur con La Costera, y al oeste con Castilla-La Mancha y el Valle de Ayora. Tiene una superficie de 709 km², repartidos en 8 municipios.

## Municipios
| Municipio | Población (2023) | Superficie | Densidad |
| --------- | ---------------- | ---------- | -------- |
| Enguera   | 4781             | 241,75     | 19,66    |
| Navarrés  | 3061             | 47,04      | 63,09    |
| Anna      | 2593             | 21,45      | 122,52   |
| Chella    | 2445             | 43,49      | 55,99    |
| Bolbaite  | 1334             | 40,39      | 33,57    |
| Quesa     | 661              | 73,16      | 9,16     |
| Bicorp    | 549              | 136,50     | 3,90     |
| Millares  | 330              | 105,51     | 3,27     |
| Total     | 15 754           | 709,29     | 22,12    |

## Demografía
| Gráfica de evolución demográfica de Canal de Navarrés entre 1996 y 2018 |
|                                                                         |
| Población residente (1996-2018) según los censos de población del INE   |

## Lengua
El habla en la Canal de Navarrés comparte una serie de elementos con los dialectos de las comarcas churras pero, al mismo tiempo, posee un mayor número de elementos valencianos por lo que frecuentemente la variedad lingüística de la Canal se considera un dialecto mixto, compuesto de castellano-aragonés y valenciano. 
La atención filológica sobre este particular dialecto limítrofe data de 1905 cuando el alemán J. Hadwiger, tras un estudio in situ, lo definió como dialecto mixto y formuló la hipótesis de que la base lingüística original de la zona fue el valenciano, reforzada por J. Giner i March.
Estudios posteriores consideran que la base es esencialmente aragonesa pero con gran influencia del valenciano debido a una repoblación mixta tras la expulsión de los moriscos en 1609, o bien por repoblaciones periódicas y enlaces matrimoniales desde las zonas valencianoparlantes vecinas (Montesa, Mogente, Vallada, etc.). En Enguera, Anna y Chella, sobre todo, se refleja una evidente dualidad demográfica. La gran abundancia de apellidos valencianos es un testimonio de su pasado mixto: Alcover, Aparici(o), Ballester, Borrell, Boscà, Carbonell, Claumarchirant, Domènech, Esteve, Ferrer, Ferri, Llobregat, Martí, Piqueras, Polop, Pujades, Sarrió(n), Tortosa y Verger.
Algunas de las características del dialecto mixto de la Canal de Navarrés son:
-	Abundantes valencianismos exactos
-	Uso de adverbios pronominales: “Me’n voy”, “se’n vamos”, “no te’n doy”
-	Uso de “tú” y “mí” en casos preposicionales: “Con mí (conmigo)”, “con tú (contigo)”
-	Uso de pasado perifrástico modificado: “vay dir (dije/ vaig dir)”, “vamos abajar (bajamos/vam abaixar)”, etc.
-	La /l/ tiene resonancia velar
-	- “O” muy cerrada o abierta: /nusotros/, /taròncha/
-	Seseo con distinción de ese sorda y sonora
-	Distinción de /b/ oclusiva y /v/ labiodental
-	Expresiones valencianas adaptadas: “Vesir en cuenta (id con cuidado/Aneu amb compte)”
-	Verbos valencianos adaptados: “Enchegar (encender/engegar)”, “Sabucar (Zambullir/Capbussar)”
-	Adaptaciones del valenciano: “Adasa (Maíz/Dacsa)”, “Asina (Así/Aixina, així)”, “Barchina (Berenjena/Albergina)”, “Cabaso (Capazo/Cabàs)”,“Fustero (Carpintero/Fuster)”, “Labores (Semillas/Llavors)”.

## Delimitaciones históricas
La Canal de Navarrés es una de las comarcas históricas que ya aparecía en el mapa de comarcas de Emili Beüt "Comarques naturals del Regne de València" publicado en el año 1934. La única diferencia es que los municipios actuales de Tous (en la Ribera Alta) y de Dos Aguas (en la Hoya de Buñol), también formaban parte del Canal de Navarrés anteriormente.

## Patrimonio
- Palacio de los Condes de Cervellón (Anna)
- Iglesia de la Inmaculada Concepción (Anna)
- Ermita del Cristo de la Providencia (Anna)
- Yacimientos de la Albufera en Anna
- Palacio del Conde de Castellar en Bicorp
- Castillo Fuerte de las Pedrizas en Bicorp
- Yacimientos "Cuevas de la Araña" en Bicorp
- Castillo de Bolbaite
- Iglesia de San Francisco de Paula (Bolbaite)
- Ermita de Santa Bárbara en Bolbaite
- Iglesia Parroquial de la Virgen de Gracia en Chella
- Iglesia de San Miguel Arcángel (Enguera)
- El Templo de la Sagrada Familia en Enguera
- La Casa de la Cultura "Manuel Tolsá" en Enguera
- Museo Arqueológico Municipal
- Oppidum ibérico de Cerro Lucena
- Castillo de Enguera.
- Iglesia de Nuestra Señora de la Asunción (Navarrés)
- Castillo de Navarrés
- Iglesia Parroquial de San Antonio Abad en Quesa
- Ermita de la Santa Cruz en Quesa
- Castillo de Quesa